# Vârful Șteflești, Munții Lotrului
Vârful Șteflești, Munții Lotrului este la cei 2.242 m ai săi, cel mai înalt vârf montan din Munții Lotrului.